# Чемпионат Монголии по футболу
Монгольская премьер-лига (монг. Нийслэл Лиг — Столичная лига) является Высшим футбольным турниром Монголии. Чемпионат проходит по системе осень-весна. В нём принимают участие 10 команд. Команда, занявшая последнее место, вылетает в 1 лигу. 

## Чемпионы
- 1964: Худулмур
- 1965: не проводился
- 1966: Худулмур
- 1967: Тэнгэрийн Бугнууд
- 1968: Дархан
- 1969: Тэнгэрийн Бугнууд
- 1970: Алдар
- 1971: Тэнгэрийн Бугнууд
- 1972: Худулмур
- 1973: Тэнгэрийн Бугнууд
- 1974: Алдар
- 1975: Тэнгэрийн Бугнууд
- 1976: Алдар
- 1978: Замчин
- 1979: Тэнгэрийн Бугнууд
- 1980: Алдар
- 1981: Тэнгэрийн Бугнууд
- 1982: Тэнгэрийн Бугнууд
- 1983: Ажилчин
- 1984: Тэнгэрийн Бугнууд
- 1985: Хуш
- 1986: неизвестен
- 1987: Сухэ Батор
- 1988: Сухэ Батор
- 1989: Худулмур
- 1990: Хуш
- 1991-1993: неизвестен
- 1994: Хуш
- 1995: Идсш
- 1996: Эрчим
- 1997: Дельжер
- 1998: Эрчим
- 1999: НТ Банк-Барс
- 2000: Эрчим
- 2001: Хангарьд
- 2002: Эрчим
- 2003: Хангарьд
- 2004: Хангарьд
- 2005: Хоромхон
- 2006: Хасын Хулгууд
- 2007: Эрчим
- 2008: Эрчим
- 2009: Университет Улан-Батора
- 2010: Хангарьд
- 2011: Улан-Батор
- 2012: Эрчим
- 2013: Эрчим
- 2014: Хоромхон
- 2015: Эрчим
- 2016: Эрчим
- 2017: Эрчим
- 2018: Эрчим
- 2019: Улан-Батор
- 2020: Атлетик 220
- 2021: Атлетик 220
- 2021/22: Эрчим
- 2022/23: Улан-Батор
- 2023/24: СП Фальконс
- 2024/25: СП Фальконс